# Hách Cư Thế
Phác Hách Cư Thế (朴赫居世, 박혁거세, Pak Hyŏkkŏse, 69 TCN - 4 CN) là vị vua đầu tiên của triều đại Tân La (Silla) - một trong ba quốc gia thời Tam Quốc Triều Tiên.
Phác (朴, 박, Pak) là họ của vị vua này. Theo Tam quốc di sự, vị vua này ra đời từ một quả trứng hình trái bầu. Trong tiếng Tân La (một thứ tiếng cổ xưa ở bán đảo Triều Tiên), trái bầu được phát âm là Pak. Về sau âm Pak này được dùng chữ Hán 朴 để ghi. Pak là một họ phổ biến ở dân tộc Triều Tiên ngày nay.
Cũng theo Tam quốc di sự, Hách Cư Thế không phải tên thật của ông, mà là danh hiệu để ca ngợi ông. Huyền thoại này kể rằng lúc ra đời, thân thể ông tỏa sáng. Hách vốn cũng là chữ Hán ghi lại âm của một từ tiếng Tân La nghĩa là sáng ngời. Còn Cư Thế là chữ Hán ghi lại âm của một từ tiếng Tân La cổ nghĩa là vua.
Năm 13 tuổi, ông lên làm vua. Cư Tây Can là phiên âm Hán Việt của 居西干 (거서간) là những chữ Hán dùng để ghi lại âm của Geoseogan, một từ trong tiếng Tân La có nghĩa là vua. Tam quốc sử ký kể rằng làm vua được 5 năm thì một con rồng xuất hiện và sinh ra một bé gái. Bé gái sau lớn lên đức hạnh, xinh đẹp. Vua liền lấy về làm vợ. Người đời sau tôn 2 người là thánh. Ông có miếu hiệu là Tân La Thủy Tổ.
Người kế nhiệm vua Hách Cư Thế là Nam Giải (4-24).